# تبرع مقترن بالكلى
التبرع المقترن بالكلى (KPD)، أو التبادل المزدوج، هو نهج لزرع الكلى من متبرع حي حيث يقوم المرضى الذين لديهم متبرعون غير متوافقين بتبادل الكلى للحصول على كلية متوافقة. يستخدم التبرع المقترن بالكلى في المواقف التي يكون فيها المتبرع المحتمل غير متوافق. نظرًا لأن مستضد كريات الدم البيضاء البشرية (HLA) المتبرع الأفضل والمطابقة العمرية يرتبطان بانخفاض معدل الوفيات على مدى الحياة وعمليات زرع الكلى الأطول أمدًا، يشارك العديد من الأزواج المتوافقة أيضًا في المبادلات للعثور على كلى متطابقة بشكل أفضل. في الولايات المتحدة، ينظم السجل الوطني للكلى غالبية عمليات زرع الكلى المتبادل الأمريكية، بما في ذلك أكبر عمليات التبادل. أول تبادل كبير كان عبارة عن سلسلة من 60 مشاركًا في عام 2012 ظهرت على الصفحة الأولى من صحيفة نيويورك تايمز والثانية، حتى عملية أكبر تبادل، تضمنت 70 مشاركًا وجرى الانتهاء منها في عام 2014. تشمل برامج التبادل المزدوج الأخرى في الولايات المتحدة برنامج UNOS، الذي أطلق في عام 2010 وأكمل عملية زرع 100 تبرع مقترن بالكلى في عام 2014، والتحالف من أجل التبرع المزدوج.
وفقًا لدراسة أجريت عام 2019، تعمل عمليات تبادل الكلى على تحسين جودة الزراعة بشكل عام، ما يؤدي إلى عدد أقل من حالات فشل الزرع. كما أن التبادلات تقلل من أوقات الانتظار للمرضى الذين يحتاجون إلى عمليات زرع كلى. ووجدت الدراسة أن التوفير في تكلفة الرعاية الصحية لعمليات استبدال الكلى كبير.

## أنواع التبادلات
تأتي تبادلات الكلى ضمن نوعين متميزين: دورات وسلاسل. تشمل الدورات فقط المتبرعين الذين يقترنون بمريض بحيث لا يتبرع المتبرع بكليته إلا إذا حصل المريض على كلية في التبادل. تبدأ السلاسل من قبل مانحين غير موجهين. هؤلاء المتبرعون، المعروفون أيضًا باسم المتبرعين غير المتزوجين أو الإيثاريين، يتبرعون بكلية دون أي توقع بالتبرع المتبادل بالكلية لأي مريض معين.

## الأسباب
أكثر من ثلث المتبرعين الأحياء المحتملين بالكلى الذين يرغبون بالتبرع بكليتهم إلى صديق أو أحد أفراد الأسرة لا يمكنهم التبرع بسبب فصيلة الدم أو عدم توافق الجسم المضاد. تاريخيًا، كان يرفض هؤلاء المتبرعين ويفقد المريض فرصة إجراء عملية زرع منقذة للحياة. يتغلب التبرع المقترن بالكلى على عدم توافق المتبرع والمتلقي عن طريق مبادلة الكلى بين أزواج متعددة من المتبرعين والمتلقيين. يستخدم التبرع المقترن بالكلى أيضًا للعثور على تطابق أفضل بين المتبرعين والمتلقيين للأزواج المتوافقة الذين يريدون معدل وفيات أقل مدى الحياة، وزراعة طويلة الأمد.

## تاريخيًا
| العام | الحدث                                                                                          |
| 1986  | اقترح رابابورت التبرع المقترن بالكلى لأول مرة                                                  |
| 1991  | بدأ برنامج التبرع المقترن بالكلى الأول في كوريا الجنوبية بواسطة الدكتور بارك                   |
| 1999  | أجريت أول عمليات زرع أوروبية لـ التبرع المقترن بالكلى في سويسرا                                |
| 2000  | أجريت أول عمليات زرع الكلى المتبادل في الولايات المتحدة في مستشفى رود آيلاند                   |
| 2001  | أكمل هوبكنز عمليات زرع كلى متبادل وبدأ أول برنامج للتبرع المقترن بالكلى في الولايات المتحدة    |
| 2004  | أنشأت هولندا أول برنامج وطني لـ التبرع المقترن بالكلى                                          |
| 2007  | بدأت سلسلة NEAD من خلال APD باستخدام أول جسر متبرع                                             |
| 2007  | يوضح قانون تشارلي نوروود للتبرع بالأعضاء الحية شرعية التبرع المقترن بالكلى في الولايات المتحدة |
| 2008  | ينظم National Kidney Registry أولى عمليات زرع الكلى في يوم عيد الحب                            |
| 2009  | يقود هوبكنز أول 16 مريضًا دومينو تشاين متعدد المراكز                                            |
| 2010  | تنظم UNOS أول عمليات زرع كلية متبادل                                                           |
| 2012  | سجل الكلى الوطني يكمل أكبر سلسلة تضم 60 مشاركًا                                                 |
| 2014  | سجل الكلى الوطني يسجل رقما قياسيا جديدا مع 70 مشاركا في سلسلة                                  |
| 2017  | أول ورقة أكاديمية منشورة حول عدم التوافق الزمني تحدد برنامج قسيمة ADP                          |